# Бішево (Урмарський район)
Бі́шево (рос. Бишево, чув. Энтриэль) — присілок у складі Урмарського району Чувашії, Росія. Адміністративний центр Бішевського сільського поселення.
Населення — 348 осіб (2010; 452 у 2002).
Національний склад:
- чуваші — 97 %